# Дибциг
Дибциг (нем. Diebzig) — деревня в Германии, в земле Саксония-Анхальт, входит в район Анхальт-Биттерфельд в составе коммуны Остернинбургер.
Население составляет 234 человек (на 31 декабря 2014 года). Занимает площадь 8,67 км².

## История
До 2010 года образовывал собственную коммуну.
1 января 2010 года, после проведённых реформ, Дибциг вошёл в состав новой коммуны Остернинбургер.

## Галерея

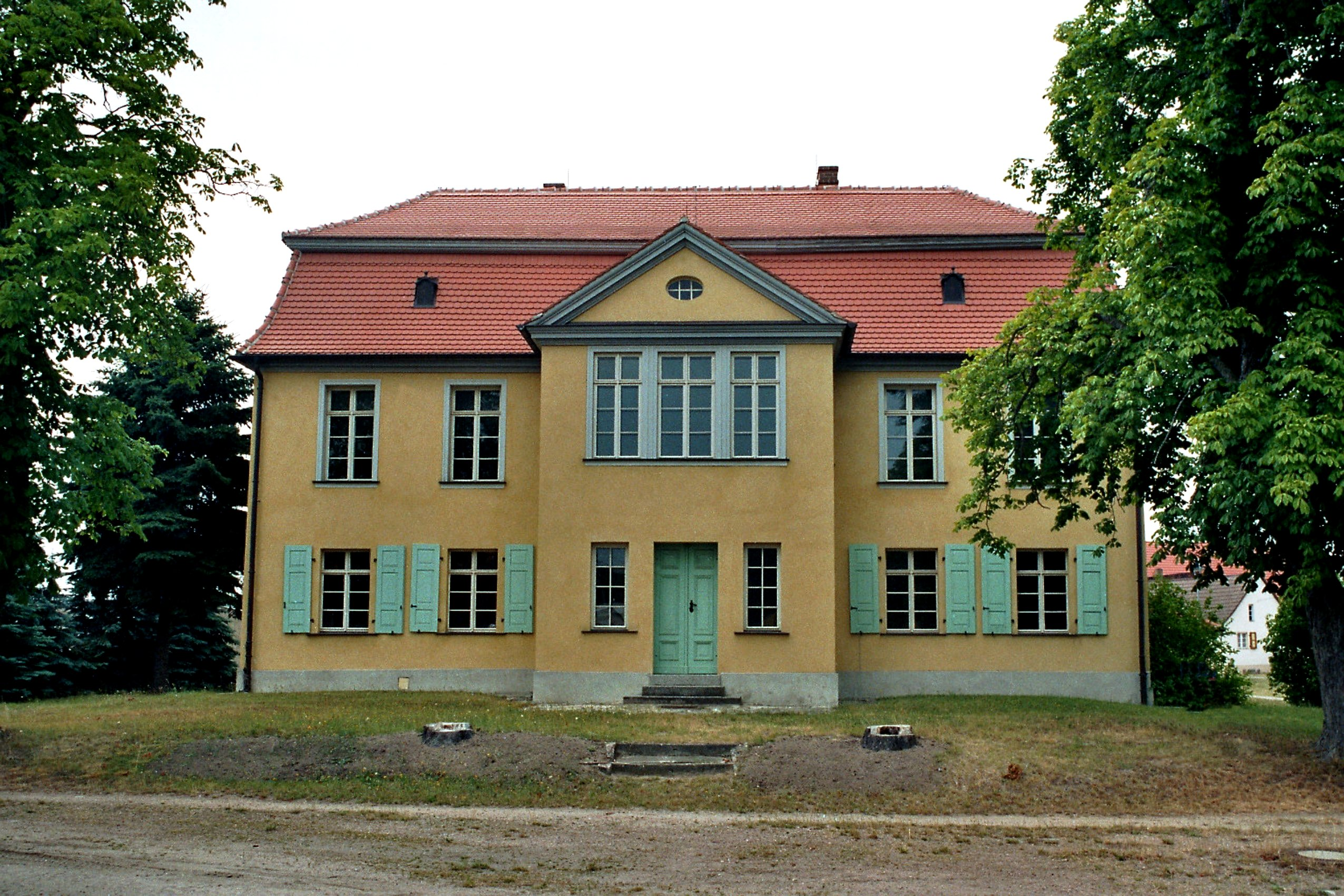
Поместье в Дибциге
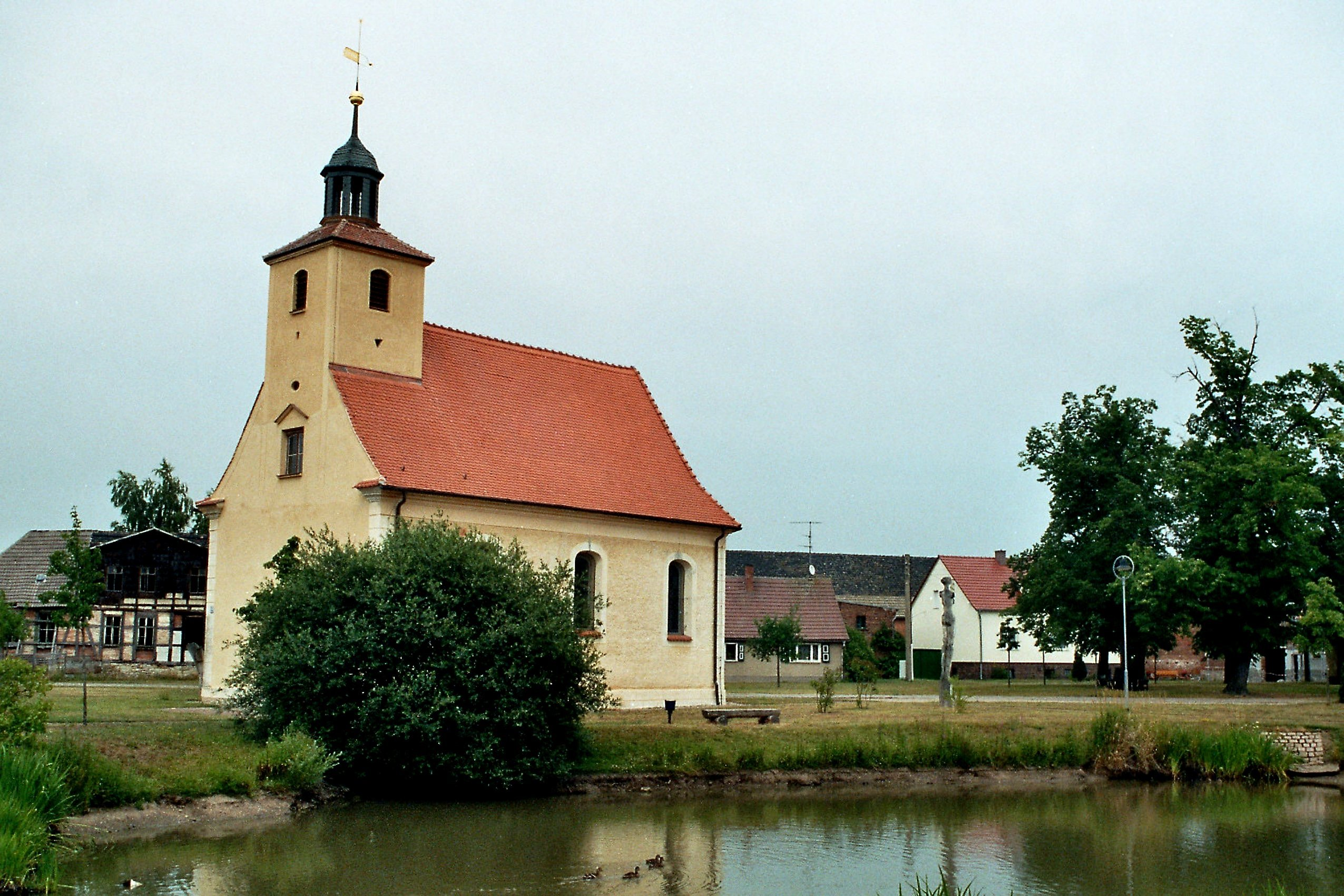
Деревенская церковь